# Red Richards
Red Richards, geboren als Charles Coleridge Richards (New York, 19 oktober 1912 - Scarsdale (New York), 12 maart 1998), was een Amerikaanse jazzpianist.

## Biografie
Richards kreeg vanaf 10-jarige leeftijd een klassieke piano-opleiding. Op 16-jarige leeftijd concentreerde hij zich op de jazz, nadat hij Fats Waller, James P. Johnson en Willie 'The Lion' Smith had gehoord tijdens feestjes. Vanaf 1937 trad hij in Fallsburg op met een eigen sextet om in 1938 voor de eerste keer te worden opgenomen. Tussen 1942 en 1944 vervulde hij zijn militaire dienstplicht. Vervolgens speelde hij tot 1949 met Tab Smith in de Savoy Ballroom. Daarna werkte hij met Bob Wilber (1950–51), met Sidney Bechet (1951) en met Jimmy McPartland. Hij ging ook in de studio met Pee Wee Russell (The Individualism of Pee Wee Russell, 1952). In 1953 toerde hij met de band van Mezz Mezzrow en Buck Clayton en Russell Moore door Frankrijk en Italië, waar hij tijdens deze periode ook Frank Sinatra begeleidde. Steeds weer speelde hij in de opvolgende jaren met Muggsy Spanier, maar ook met Fletcher Henderson (1957/58). Vervolgens trad hij op als solopianist in Columbus om daarna samen te werken met Wild Bill Davison (1958/59, 1962).
In 1960 formeerde hij met Vic Dickenson de allstar-band Saints & Sinners (met Herman Autrey en Rudy Powell), die hij vanaf 1964 met Herbie Hall tot 1970 succesvol verder leidde. In 1971 werd hij lid van de band van drummer Chuck Slate, met wie hij ook opnam (Bix 'N All that Jazz). Tijdens de volgende jaren speelde hij met zijn eigen trio, met Eddie Condon (1975–77), met de Savoy Sultans van Panama Francis, waarmee hij van 1979 tot ver in de jaren 1980 wereldwijd op tournee was. Ook trad hij nu en dan op bij The World's Greatest Jazzband. Bovendien was hij betrokken bij opnamen van Buster Bailey, Rex Stewart, Bill Coleman (1980), Milt Hinton en Marian McPartland.

## Overlijden
Red Richards overleed in maart 1998 op 85-jarige leeftijd.

## Discografie
- 1980: It's a Wonderful World (Black & Blue Records)
- 1985: Lullaby in Rhythm (Sackville Records)
- 1991: Dreamy (Sackville)
- 1993: My Romance (Jazz Point)
- 1993: Swing Time (Jazz Point)
- 1994: Groove Move (Jazz Point)
- 1998: Echoes of Spring (Sackville)